# Аяччо
Ая́ччо (итал. Ajaccio; фр. Ajaccio [aʒaksjo] Ажаксьё; корс. Aiacciu [aˈjattʃu]) — крупнейший город и порт острова Корсика, административный центр региона Корсика и департамента Южная Корсика. Расположен на западном берегу острова, в одноименной бухте, при впадении в неё реки Гравоны. Город в первую очередь известен как место рождения императора французов Наполеона I Бонапарта.

## История
Время возникновения латинского селения Ajax, стоявшего в нескольких километрах к северу от современного города, точно неизвестно. Впервые упоминается в письмах папы Григория Великого. В Средние века в городе был свой епископ. На своём нынешнем месте Аяччо основан в 1492 г. негоциантами генуэзского банка Святого Георгия. В течение первых десятилетий это была укреплённая колония Генуэзской республики, корсиканцам здесь селиться запрещали. В 1553—59 гг. — под французской оккупацией. Аяччо вошёл в состав Франции только в 1768 году.

## Аяччо и Наполеон
Аяччо — родина Наполеона I. Несмотря на то, что сам Наполеон прожил в городе всего 9 лет, его образ по-прежнему присутствует в Аяччо в виде безделушек, сувениров, банок с кофе, бутылок вина и ликёров, в почтовых открытках и в памятных медалях. Названия улиц современного города связаны с семьёй Бонапартов.
В городе есть бульвары Мадам Матери, Короля Жерома, Императорского Принца, улицы Наполеона, Бонапарта, кардинала Феша, Римского короля, площадь Летиции. Множество кафе и гостиниц названы именем Наполеона. Одной из достопримечательностей является грот Наполеона, в котором он проводил своё свободное время в детстве. Там же расположен памятник в честь взятия Москвы.

## Климат
| Показатель                                                 | Янв. | Фев. | Март | Апр. | Май  | Июнь | Июль | Авг. | Сен. | Окт. | Нояб. | Дек. | Год   |
| ---------------------------------------------------------- | ---- | ---- | ---- | ---- | ---- | ---- | ---- | ---- | ---- | ---- | ----- | ---- | ----- |
| Абсолютный максимум, °C                                    | 22,4 | 25,3 | 29,6 | 32,2 | 34,6 | 40,1 | 40,3 | 39,5 | 40,0 | 35,0 | 29,4  | 22,7 | 40,3  |
| Средний суточный максимум, °C                              | 13,7 | 13,9 | 15,5 | 17,9 | 21,7 | 25,3 | 28,4 | 28,7 | 25,9 | 22,5 | 17,9  | 14,7 | 20,5  |
| Средняя температура, °C                                    | 8,9  | 9,0  | 10,6 | 12,9 | 16,7 | 20,1 | 22,8 | 23,1 | 20,5 | 17,4 | 13,2  | 10,1 | 15,5  |
| Средний суточный минимум, °C                               | 4,2  | 4,1  | 5,6  | 7,9  | 11,6 | 14,8 | 17,3 | 17,6 | 15,1 | 12,3 | 8,4   | 5,5  | 10,4  |
| Абсолютный минимум, °C                                     | −7   | −8,1 | −5,6 | −1,7 | 3,0  | 6,8  | 9,2  | 9,1  | 7,6  | 1,6  | −3,2  | −4,9 | −8,1  |
| Норма осадков, мм                                          | 56,7 | 45,1 | 49,1 | 54,8 | 44,0 | 22,1 | 6,7  | 19,7 | 51,5 | 85,6 | 103,9 | 76,4 | 615,6 |
| Источник: Infoclimat, Meteo France Source #1: Meteo France |      |      |      |      |      |      |      |      |      |      |       |      |       |

## Экономика
Приморский курорт и центр туризма. Рыболовство, животноводство, сбор каштанов. Производство оливкового масла, знаменитых вин, пробки.

## Достопримечательности
- Генуэзская крепость и отдельно стоящие башни
- Дом-музей Бонапартов, где родился Наполеон I[4]
- Собор Успения Пресвятой Богородицы (1577—93)
- Дворец кардинала Феша с основанными им музеем и библиотекой[5]

## Города-побратимы
Аяччо является городом-побратимом следующих городов:
- Ла-Маддалена, провинция Ольбия-Темпио, Италия

## Известные уроженцы и жители
- Бонапарты:
  - Карло Буонапарте (1746—1785) — отец Наполеона.
  - Наполеон I (1769—1821) — император французов в 1804—1814, 1815 годах.
  - Каролина (1782—1839) — сестра Наполеона.
  - Жером (1784—1860) — брат Наполеона.
  - Людовик (1778—1846) — брат Наполеона.
  - Люсьен (1775—1840) — брат Наполеона.
  - Элиза Бачокки (1777—1820) — сестра Наполеона.
- Бачиокки, Феликс Паскаль (1762—1841) — французский генерал, зять Наполеона Бонапарта.
- Бордони, Ирен (1885—1953) — корсиканско-американская актриса и певица.
- Коти, Франсуа (1874—1934) — один из крупнейших парфюмеров XX века.
- По, Полин (1904—1979) — французская актриса, вторая в истории победительница национального конкурса красоты Мисс Франция 1921.
- Феш, Жозеф (1763—1839) — кардинал.
- Ализе (р. 1984) — французская певица.
- Тино Росси (1907—1983) — французский певец с Корсики, родился в Аяччо, 43 по улице Феш. Его песня Petit Papa Noël, вышедшая в 1946 году, остается самой продаваемой песней в истории Франции.